# 1. Līga 2003
La 1. Līga 2003 è stata la 12ª edizione della seconda divisione del calcio lettone dalla ritrovata indipendenza. Lo Jūrmala ha vinto il campionato ottenendo la promozione in massima serie.

## Stagione

### Formula
Le dieci squadre partecipanti si affrontavano in doppi turni di andata e singolo di ritorno per un totale di 27 incontri per squadra. La vincitrice veniva promossa in Virslīga 2004, mentre l'ultima classificata era retrocessa in 2. Līga.
Erano assegnati tre punti per la vittoria, uno per il pareggio e zero per la sconfitta.

## Squadre partecipanti
| Club                | Città      | Stagione precedente |
| ------------------- | ---------- | --- |
| Balvu Vilki/ATU     | Balvi      | 1º nel girone Ziemelaustrumlatija di 2. Līga, perde i play-off di ammissione al girone finale, vince il girone finale, promosso |
| Ditton              | Daugavpils | 2° in 1. Līga |
| Dižvanagi Rēzekne   | Rēzekne    | 7° in 1. Līga |
| Jēkabpils SC/Namejs | Jēkabpils  | 2º nel girone Ziemelaustrumlatija di 2. Līga, riammesso                                                                         |
| JFC Skonto Rīga     | Rīga       | 6° in 1. Līga |
| Jūrmala             | Jūrmala    | Squadra di nuova fondazione |
| Multibanka Rīga     | Rīga       | 4° in 1. Līga |
| RAF Jelgava         | Jelgava    | 5° in 1. Līga |
| Viola Jelgava       | Jelgava    | 2º nel girone Ziemelaustrumlatija di 2. Līga, riammesso                                                                         |
| Zibens/Zemessardze  | Ilūkste    | 3° in 1. Līga |

## Classifica finale
|  | Pos. | Squadra             | Pt | G  | V  | N | P  | GF  | GS  | DR   |
|  | ---- | ------------------- | -- | -- | -- | - | -- | --- | --- | ---- |
|  | 1.   | Jūrmala             | 77 | 27 | 25 | 2 | 0  | 132 | 7   | +125 |
|  | 2.   | Multibanka Rīga     | 67 | 27 | 22 | 1 | 4  | 95  | 16  | +79  |
|  | 3.   | Ditton              | 50 | 27 | 16 | 2 | 9  | 79  | 32  | +47  |
|  | 4.   | JFC Skonto Rīga     | 50 | 27 | 16 | 2 | 9  | 66  | 39  | +27  |
|  | 5.   | Dižvanagi Rēzekne   | 45 | 27 | 14 | 3 | 10 | 58  | 60  | -2   |
|  | 6.   | Zibens/Zemessardze  | 40 | 27 | 13 | 1 | 13 | 58  | 47  | +11  |
|  | 7.   | RAF Jelgava         | 28 | 27 | 8  | 4 | 15 | 33  | 62  | -29  |
|  | 8.   | Viola Jelgava       | 21 | 27 | 6  | 3 | 18 | 45  | 66  | -21  |
|  | 9.   | Balvu Vilki/ATU     | 9  | 27 | 3  | 0 | 24 | 19  | 146 | -127 |
|  | 10.  | Jēkabpils SC/Namejs | 8  | 27 | 2  | 2 | 23 | 18  | 128 | -110 |

## Verdetti finali
- Jūrmala promosso in Virslīga 2004.
- Jēkabpils SC/Namejs' retrocesso in 2. Līga.